# Véletlenszerű felfedezés
A szerendipitás olyan megismerési (kognitív értelemben paradox) pillanatot jelent, amelynek során az ember ráébred valamire, annak ellenére, hogy az adott dolognak számára azelőtt nem volt semmi jelentősége. Más értelemben véletlenszerű felfedezés, azaz egy kutatási folyamat során bekövetkező pillanat, amikor a kutatási iránytól független dolgot fedeznek fel. Az angol serendipity a szótárakban csak az 1970-es évek óta található meg.

## A jelenség természete
Egy véletlenszerű felfedezés valójában nem szükségszerűen véletlen: szükség van hozzá a kutatóknak arra képességére is, hogy a kísérleteik vagy megfigyeléseik során a véletlenül előforduló szokatlan jelenségben felismerjék az újat és jelentőset.
Pasteur szerint: „A megfigyelés során a szerencse csak a felkészült, éles elmét támogatja.”
Szent-Györgyi Albert úgy jellemzi a felfedezés természetét, hogy az „abból áll, hogy az ember meglátja azt, amit más is lát, de olyat gondol el, amit senki más nem gondolt”.
Az egyik legismertebb példa a véletlenszerű felfedezésre Alexander Fleming felfedezése, a penicillin, azaz az első tudatosan készített antibiotikum. Felfedezéshez az vezetett, hogy Fleming az általa tenyésztett baktériumkultúrák egyikében elpusztult baktériumokat vett észre, amit egy véletlenül odakerült penészgomba okozott (rátüsszentett, s az orrváladéka feloldotta a baktériumtelepeket). Korábbi kísérletei és mások ezen a nyomon történő kutatásai vezettek el az első antibiotikum-gyógyszerig, amely utána számos más antibiotikum felfedezésére indította a kutatókat.

## Aserendipitymegnevezés eredete
Horace Walpole (1717–1797) angol író, művészettörténész, régiségbúvár egy barátjának írott levelében említette az általa alkotott serendipity szót. Az ötlet a Three Princes of Serendip (Serendip három hercege) című meséből származik, amelyben Serendip az ősi Ceylon neve volt (ma Srí Lanka). A mese szereplői úton-útfélén olyan dolgokat fedeztek fel véletlenül, amelyeket nem is kerestek.

## A tudománytörténet híres véletlenszerű felfedezései
Olyan esetek, amikor a gyógyszerfejlesztés egy bizonyos irányt célzott meg, de a véletlen folytán egy másik problémára találtak megoldást, és amelyekre ezért a szerendipitás megnevezést alkalmazhatjuk: a Tamoxifen (fogamzásgátlás vs. rák), Viagra (magas vérnyomás vs. erektilis diszfunkció), Salvarsan (álmatlanság vs. szifilisz), Interferon-α (leukemia vs. hepatitis C)..
Henri Becquerel véletlenül fedezte fel a radioaktivitást.
Royston M. Robert Serendipity c. könyvében több mint 50 véletlenül felfedezett találmány története olvasható.